# Операция „Осоавиахим“
Операция „Осоавиахим“ е съветска операция, която се провежда на 22 октомври 1946 г., като НКВД и съветските военни части набират повече от 2200 немски технически специалисти и учени от съветската окупационна зона на Германия след Втората световна война и отвеждат в Съветския съюз. Също така е преместено огромно количество оборудване, като целта е буквално да бъдат трансплантирани изследователски и производствени центрове, като преместения ракетен център V-2 в Mittelwerk Nordhausen, от Германия до Съветския съюз и да се съберат възможно най-много материали от тестови центрове като този на Центъра за военна авиация на Luftwaffe в Erprobungstelle Rechlin, взето от Червената армия на 2 май 1945 г. Кодовото име „Осоавиахим“ е акроним на съветска паравоенна организация, по-късно преименувана на ДОСААФ (Добровольное общество содействия армии, авиации и флоту).
Операцията е заповядана от заместник-генералния секретар на НКВД, генерал Серов, извън контрола на местната съветска военна администрация (която в няколко случая, като например Carl Zeiss AG, се опитва да предотврати премахването на специалисти и оборудване с жизненоважно икономическо значение за окупираната зона, но неуспешно, както се оказва, само 582 от 10 000 машини са останали на място в Zeiss). Предварително планирано да се проведе след изборите на 20 октомври, за да се избегнат имената от списъка на блоковете на Антифашистките демократични партии, операцията организира 92 влака за транспортиране на специалистите и техните семейства (може би 10 000 – 15 000 души общо) заедно с техните мебели и вещи. На всички им са били предложени договори (на специалистите са казвали, че ще бъдат платени при същите условия, както и еквивалентните съветски работници), като са им дали ясно да разберат, че отказът да ги подпишат не е реалистичен вариант.
Операцията има паралели с операции на съюзниците като Операция „Кламер“ и Операция „Alsos“, в която съюзниците отвеждат военни специалисти, като Вернер фон Браун (главно в САЩ).